# Laugarfell
Laugarfell är ett berg i republiken Island. Det ligger i regionen Austurland, 300 km öster om huvudstaden Reykjavík. Toppen på Laugarfell är 835 meter över havet, eller 141 meter över den omgivande terrängen. Bredden vid basen är 1,8 km.
Trakten runt Laugarfell är nära nog obefolkad, med mindre än två invånare per kvadratkilometer. Det finns inga samhällen i närheten. Trakten runt Laugarfell består i huvudsak av gräsmarker.